# Kozojedy (Rakovník)
Kozojedy è un comune della Repubblica Ceca facente parte del distretto di Rakovník, in Boemia Centrale.

## Storia
Il primo documento scritto in cui è menzionato il comune risale all'anno 1316. Al primo gennaio 2014 gli abitanti erano 97.

## Attrazioni turistiche
- La riserva naturale Pochválovská stráň dista circa due km dal paese. È habitat dell'Uva ursina e di molte altre specie arboree e floreali[4]